# Junji Koizumi
Junji Koizumi (Prefettura di Tochigi, 11 gennaio 1968) è un ex calciatore giapponese, di ruolo difensore.
Conta circa 70 incontri di massima divisione nipponica.